# Valea Katharina Scalabrino

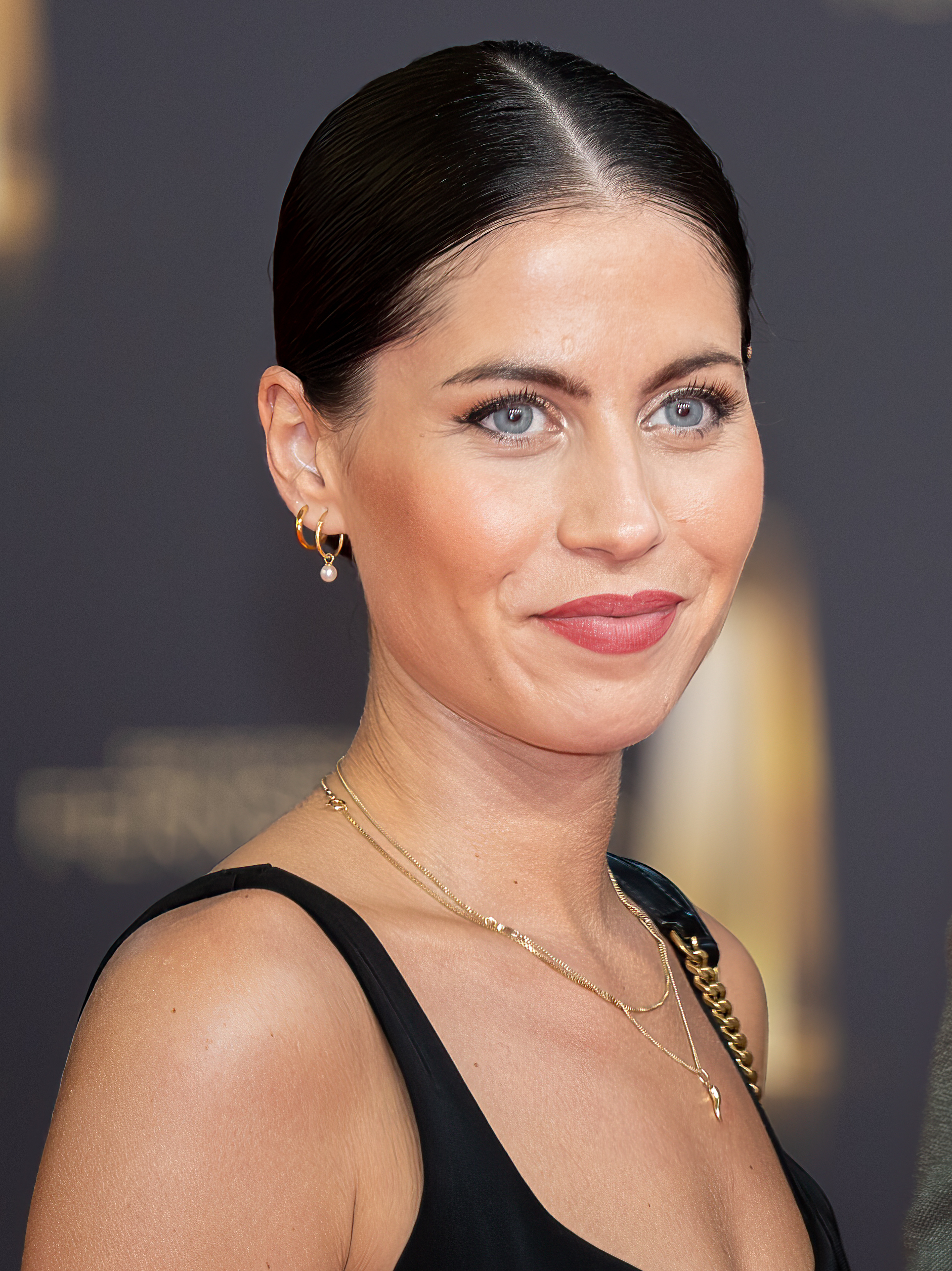
Valea Katharina Scalabrino (2022)

Valea Katharina Scalabrino (* 24. Juli 1990 in Berlin) ist eine deutsche Schauspielerin.

## Leben und Karriere
Valea Scalabrino hatte ihre ersten Auftritte vor der Kamera mit sechs Jahren in einer Folge der 1997 gedrehten Fernsehreihe Das Traumschiff, dessen Reiseziel in dieser Folge Argentinien war, sowie in einem Film der Rosamunde-Pilcher-Reihe mit dem Titel Die zweite Chance. Dort spielte sie die Tochter des von Thomas Fritsch verkörperten Fischers Garry Clark. Danach folgten weitere Rollen in Fernsehproduktionen. Seit 2010 verkörpert sie mit Dr. Sina Hirschberger eine der Hauptrollen in der RTL-Seifenoper Unter uns. Im Dezember 2022 war Scalabrino auf der Titelseite sowie mit einer Fotostrecke im deutschen Playboy präsent. Scalabrino wohnt in Köln und Berlin.

## Filmografie (Auswahl)

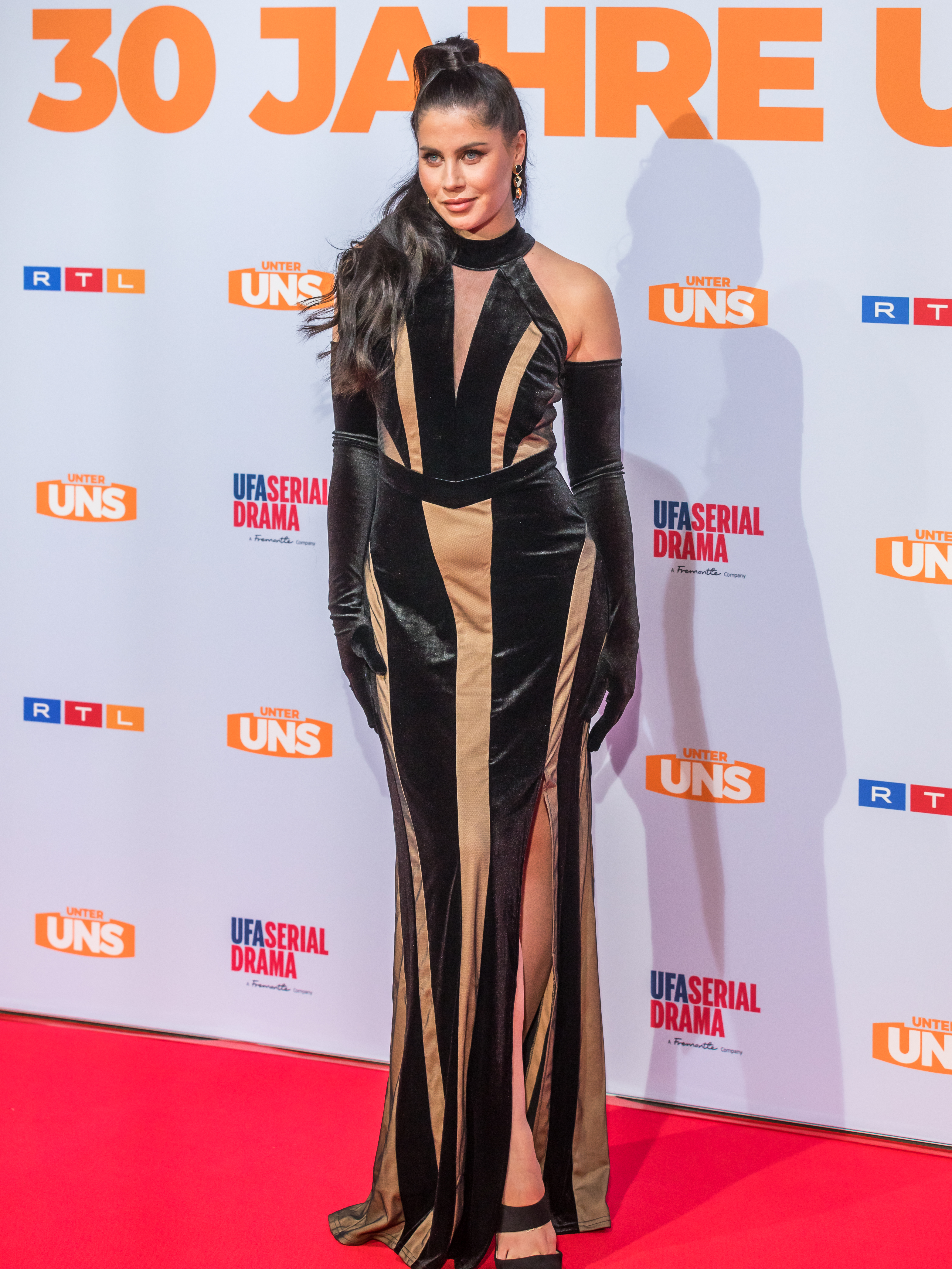
Valea Katharina Scalabrino bei der Gala zu 30 Jahre Unter Uns (2024)

- 1997: Rosamunde Pilcher: Die zweite Chance
- 1997: Alle zusammen – jeder für sich
- 1997: Praxis Bülowbogen
- 1998: Das Traumschiff – Argentinien (Fernsehreihe)
- 1998: Balko
- 1998: Tödliches Ultimatum
- 1998–2005: Unser Charly (Fernsehserie, 3 Folgen)
- 1999: Der Mörder meiner Mutter
- 1999: Die Todesfahrt der MS SeaStar
- 1999: Gefährliche Hochzeit
- 2000: Ein starkes Team – Bankraub
- 2001: Wilder Kaiser (Fernsehserie)
- 2001: Heidi
- 2003: Tatort – Stiller Tod
- 2005: Herzlichen Glückwunsch
- 2007: Ich komme zurück!
- 2008: Löwenzahn
- 2008–2009: Rote Rosen (Fernsehserie)
- seit 2010: Unter uns (Fernsehserie)

Auftritte in Shows oder Doku-Soaps:
- 2012: Das perfekte Promi Dinner[2]
- 2014: Promi Shopping Queen[3]